# Magnetòfon

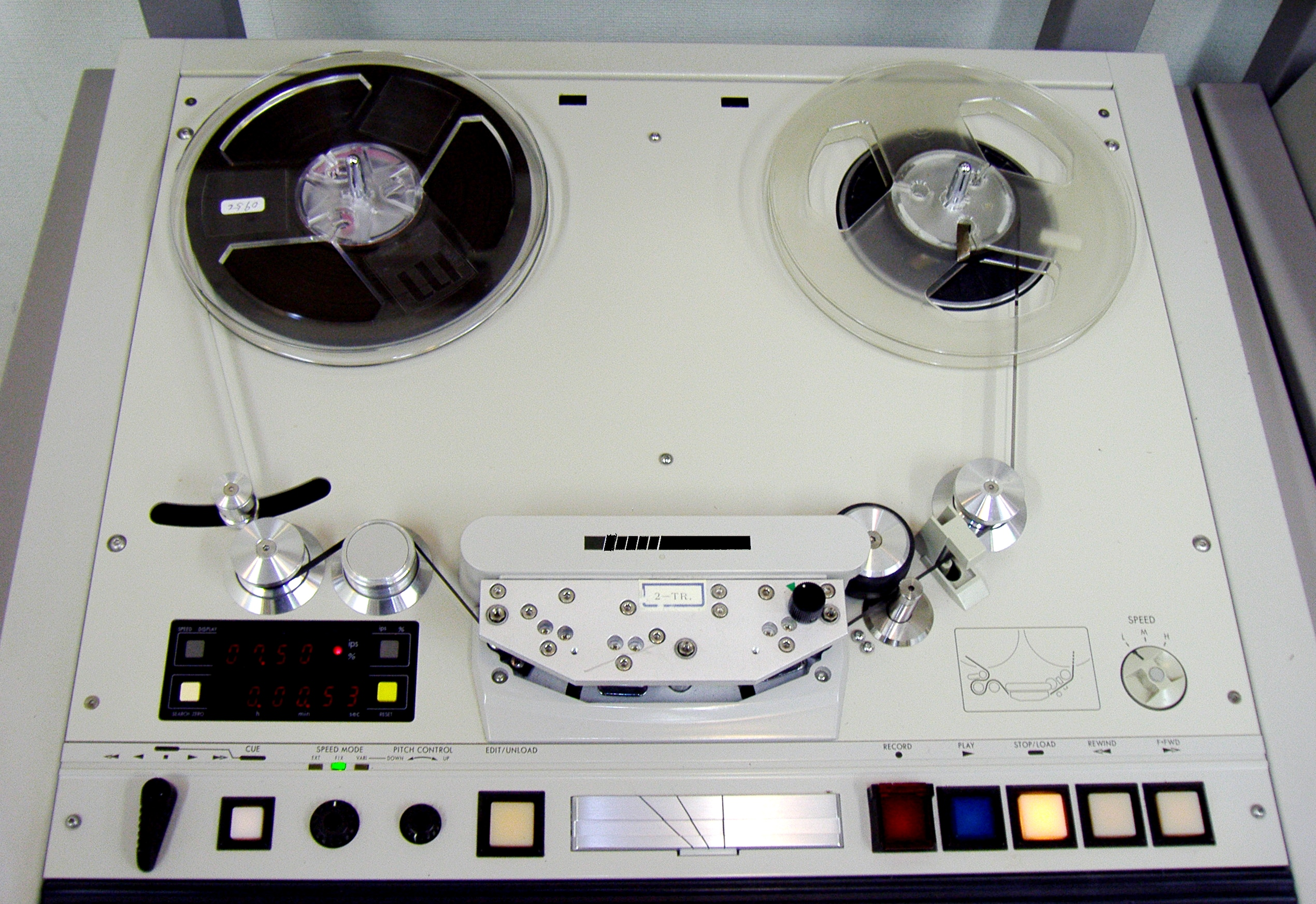
Magnetòfon clàssic de cinta magnètica en bobines

Un magnetòfon és un aparell d'enregistrament magnètic de sons, basat en la imantació permanent d'un suport, generalment una cinta magnètica en bobines o en cassets.
El mot Magnetophon va ser una marca registrada per les companyies alemanyes AEG (Allgemeine Elektrizitäts-Gesellschaft) i IG Farben que designava els enregistradors de cinta magnètica. Amb el temps aquest mot va passar a ser una paraula comuna.
El principi de funcionament del magnetòfon és la polarització de les partícules metàl·liques d'un suport que va passant per davant d'un electroimant a velocitat constant.

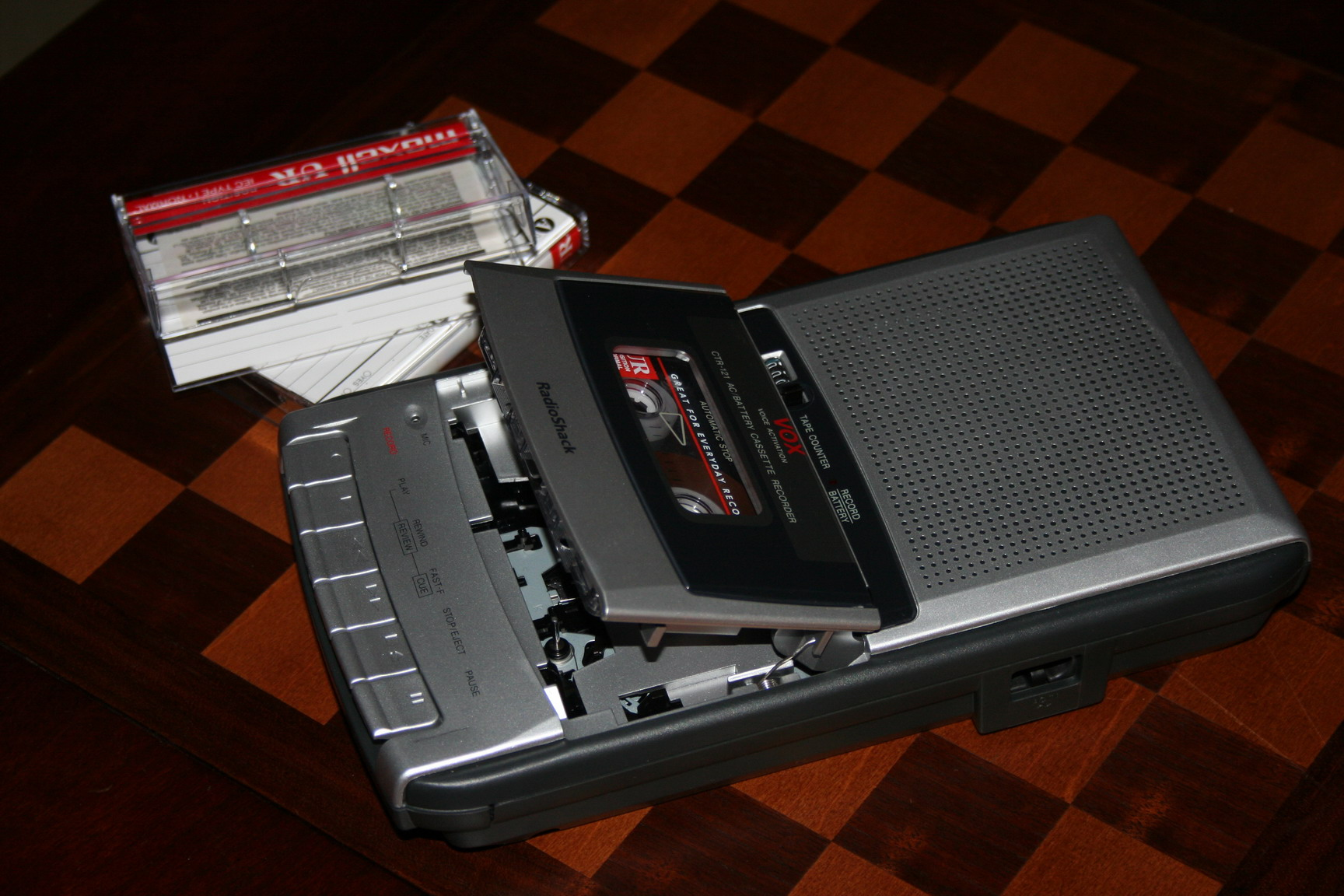
Aparell magnetofònic multiús. Permetia reproduir i gravar cinta magnetofònica compacta (cassets). Alguns fins i tot tenien ràdio incorporada. Popularment s'anomenaven "radiocassets".

## Usos del magnetòfon
Els usos del magnetòfon eren determinats pel tipus de dades que permetia gravar o llegir l'aparell magnetofònic. Hi hagué magnetòfons per emmagatzemar:
- Dades d'ús computacional. Constituïen part de la memòria dels ordinadors.
- Dades sonores.
- Dades audiovisuals. L'aparell s'anomenava "video-magnetòfon".